# Rose des vents
Une rose des vents est une figure indiquant les points cardinaux : N pour nord, S pour sud, E pour est, O pour ouest, et les orientations intermédiaires, jusqu’à 32 directions.
Les roses initiales n’indiquaient pas quatre mais huit directions.
Aujourd’hui, on trouve souvent des roses des vents avec l’indication W à la place de O, pour l’anglais West. Il en a été de même par le passé, où l’est pouvait être indiqué par la lettre L (pour l’italien levante, « levant ») et le nord par la lettre T (pour l’italien tramontana, « tramontane »), ou bien par une fleur de lys.
Les roses des vents du Moyen Âge avaient parfois l’est en haut, pour indiquer que Jérusalem (à l’est du point de vue européen) était supérieure à tout[source insuffisante].

## Histoire

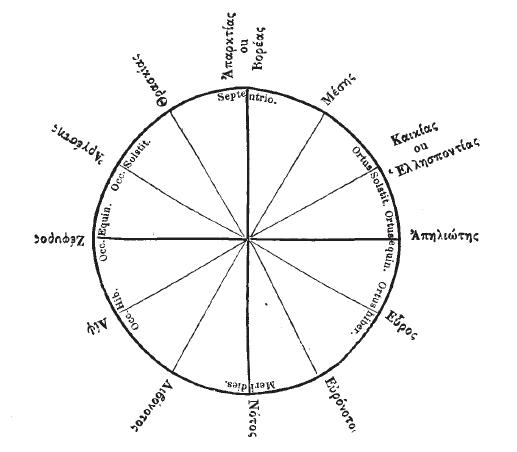
Rose des vents aristotélicienne ou rose des vents classique.

Les marins de l'Antiquité disposaient déjà de connaissances astronomiques. Grâce à elles, ils n'étaient plus dépendants de la seule navigation côtière, mais pouvaient s'orienter la nuit en pratiquant la navigation astronomique. Pour cela, il fallait connaître sa direction et une des techniques utilisées sera la rose des vents. Il est connu que les Phéniciens ont été les premiers à faire usage de la rose. Plus tard, elle a été utilisée dans la Grèce antique et améliorée par les marins italiens. Le principe d'utilisation d'une rose des vents consiste à trouver sa route selon la direction du vent afin de pouvoir naviguer ensuite.
Les marins grecs ont utilisé les quatre vents correspondant aux quatre points cardinaux, mais bien vite ils durent y ajouter les quatre vents intermédiaires : Boreas (nord), Kaikias (nord-est), Apeliotes (est), Euros (sud-est), Notos (sud), Lips (sud-ouest), Zephuros (ouest) et Skiros (nord-ouest). Les Italiens ont appelé ces vents comme suit : Tramontana (nord), Greco (nord-est), Levante (est), Scirocco (sud-est), Mezzodi (sud), Garbino, aussi appelé par la suite Africus ou Affricone (sud-ouest), Ponente (ouest) et Maestro (nord-ouest). Aristote, vers -330, recueille cette classification pour en faire la première rose des vents, dite classique.
En 1375 apparaît une rose des vents documentée sur une carte géographique dans l'Atlas catalan d'Abraham Cresques, chef de file de l'école majorquine de cartographie.
À la Renaissance, la rose des vents italienne est adoptée par les marins de la Méditerranée. Sur beaucoup de portulans de l'époque apparaît une rose des vents avec les initiales italiennes T, G, L, S, O, L, P et M. D’autres peuples à tradition maritime possèdent également des noms spécifiques pour les directions intermédiaires telles que le nord-est. Ainsi, en breton, les huit directions s'appellent (à partir du nord, dans le sens des aiguilles d'une montre) : norzh (ou sterenn), biz, reter, gevred, su, mervent, kornaoueg, gwalarn.

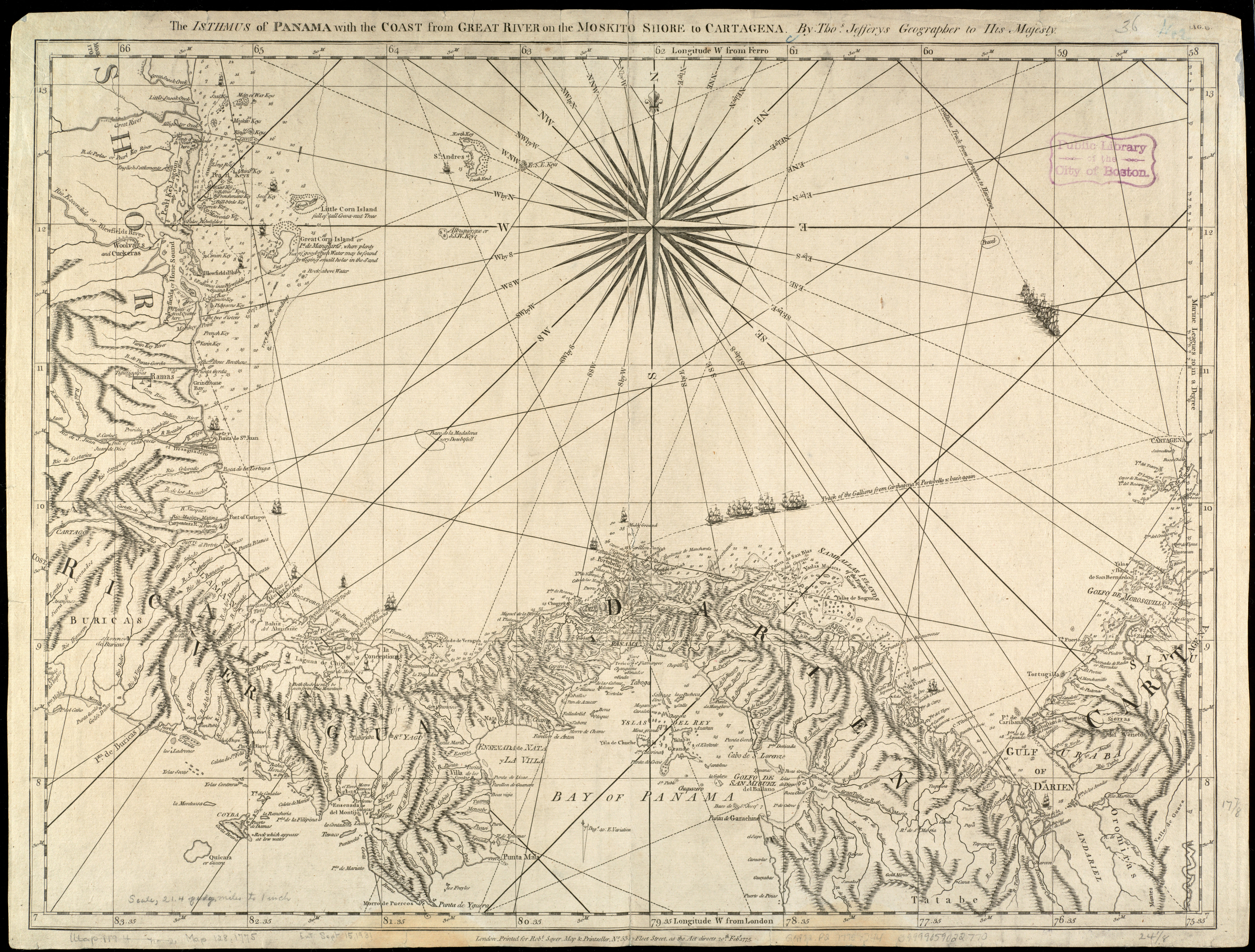
Carte marine ancienne, la fleur de lys symbolise le nord.

Il n'y a pas de norme absolue pour l'élaboration d'une rose des vents et ainsi chaque école de cartographes semble avoir développé sa propre norme. Sur les premières cartes, le nord est indiqué par un fer de lance au-dessus de la lettre T (pour Tramontana). Ce symbole est devenu une fleur de lys à l'époque de Christophe Colomb et a été vu sur les cartes portugaises. Toujours au XIVe siècle, le L (pour Levante) sur le côté est de la rose a été remplacé par une croix de Malte, indiquant Bethléem, c'est-à-dire l'endroit où le Christ est né.
En 1630, le navigateur et cartographe Jean Guérard, de la célèbre école de cartographie de Dieppe, publie le Traité d'hydrographie. Il détaille dans ce manuscrit le système de représentation cartographique de la rose des vents. En 1645, le Traité de l'Astrolabe reprend le système de Jean Guérard.

## Galerie

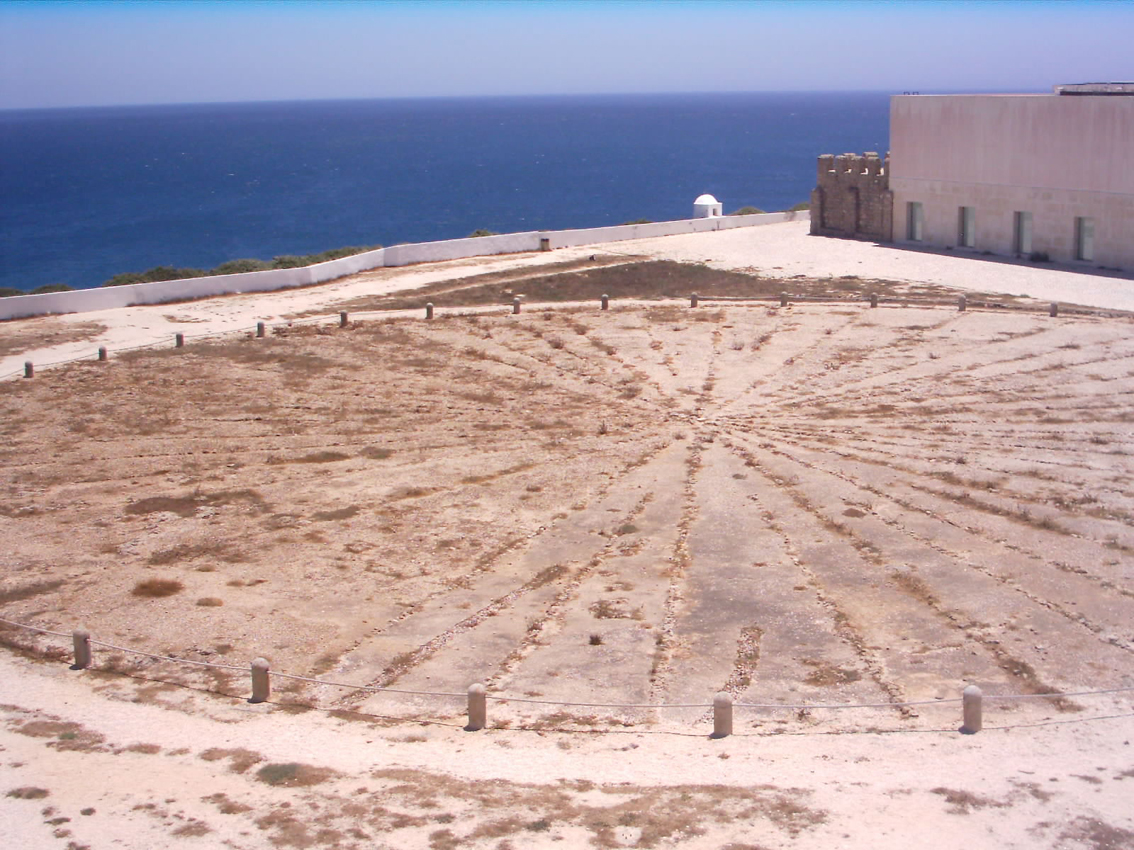
La rose des vents de la forteresse de Sagres au Portugal.

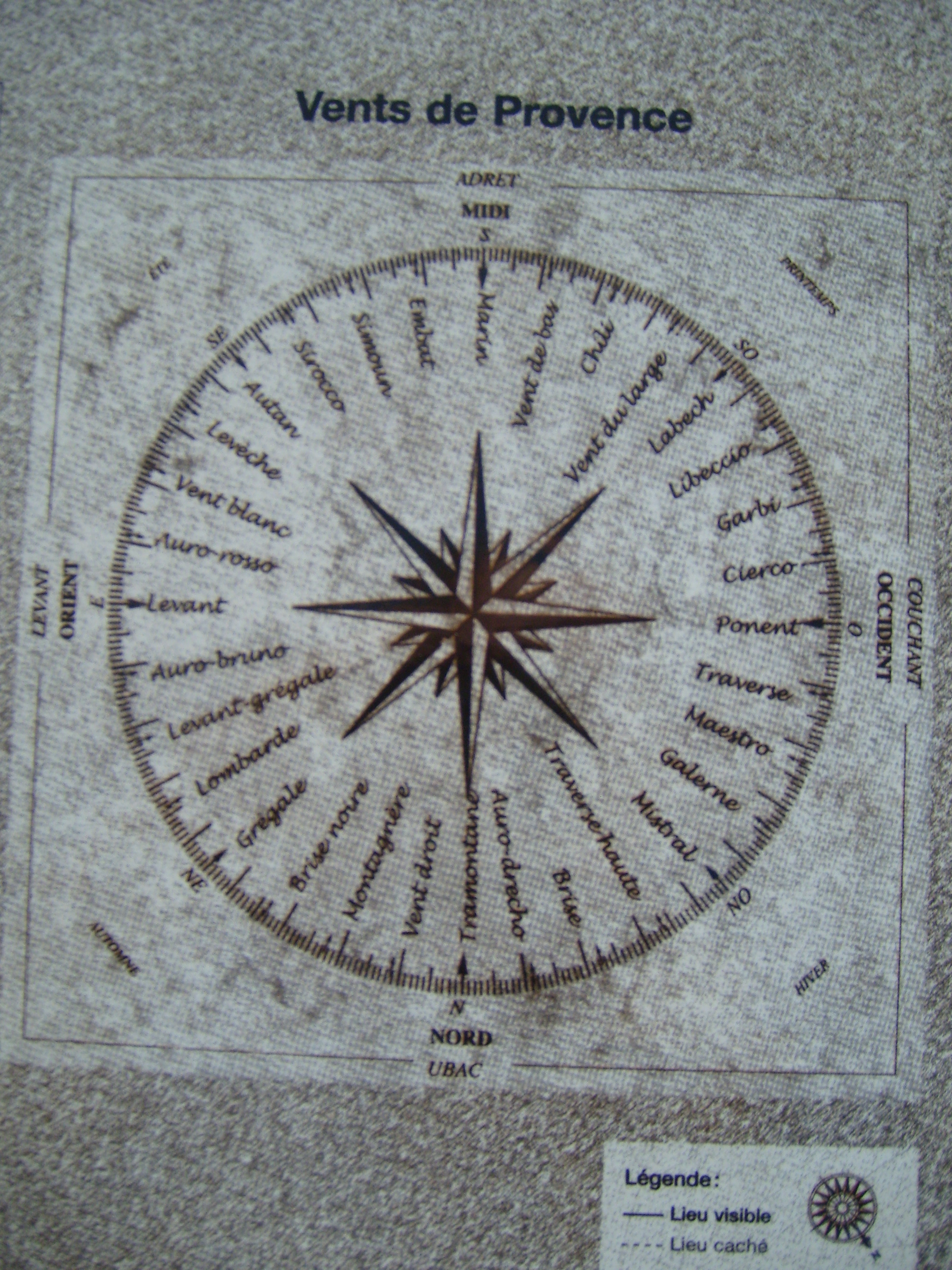
Rose des vents de Provence à Toulon (32 directions).
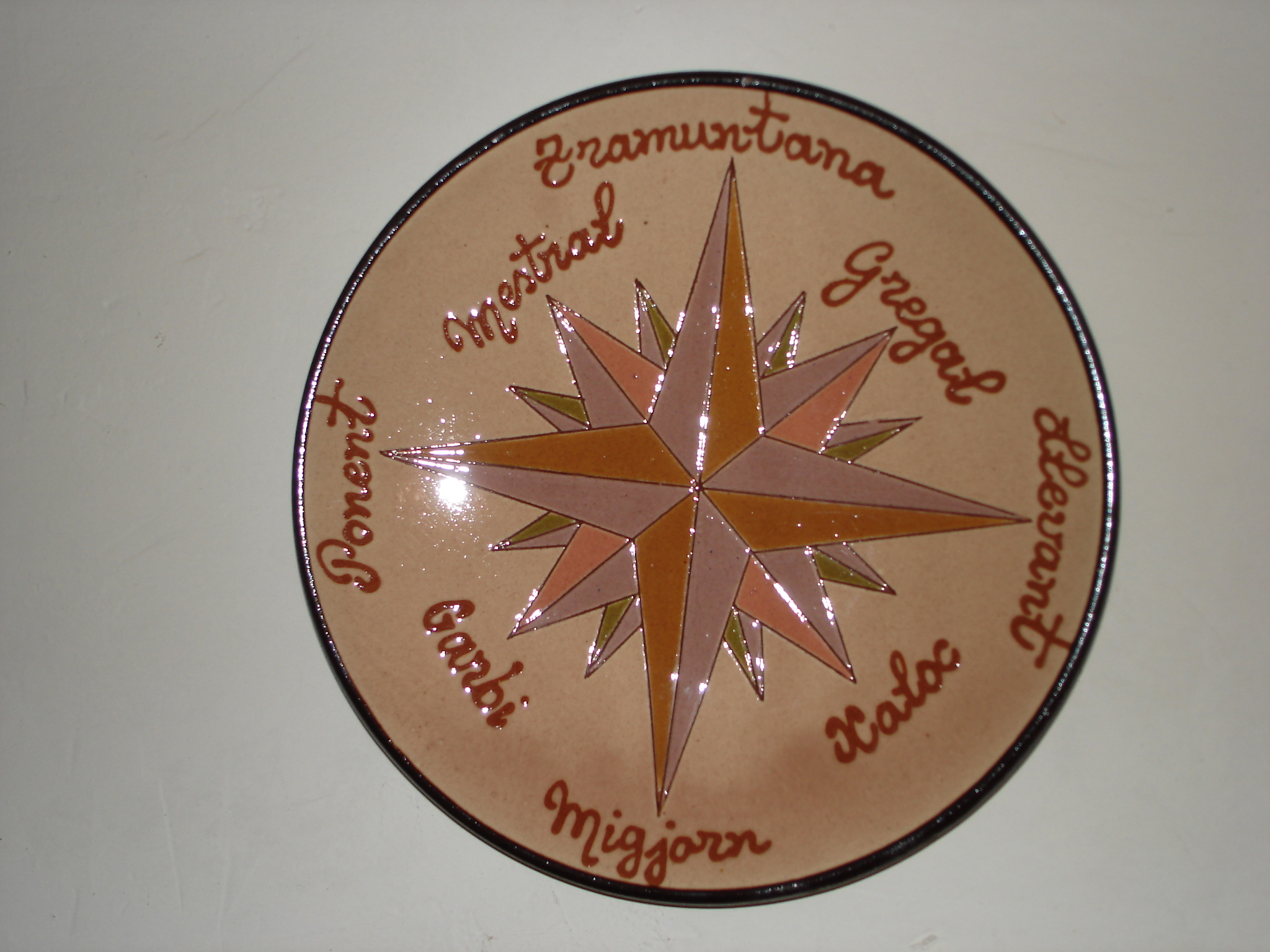
Rose des vents en catalan (8 vents).
Image vectorielle d'une rose des vents figurant sur une carte marine de Jorge de Aguiar datée de 1492.
La rose des vents de Pedro Reinel datée de 1504.
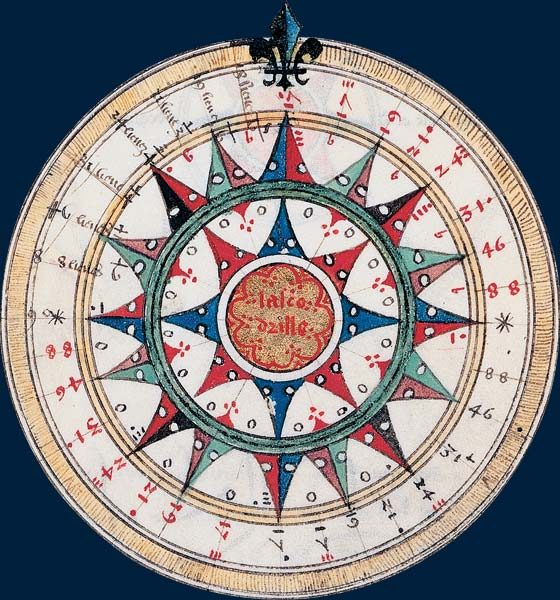
Cadran des marées combiné avec une rose des vents.
Rose des vents à 4 directions.
Rose des vents à 16 directions.
Rose des vents à 32 directions.
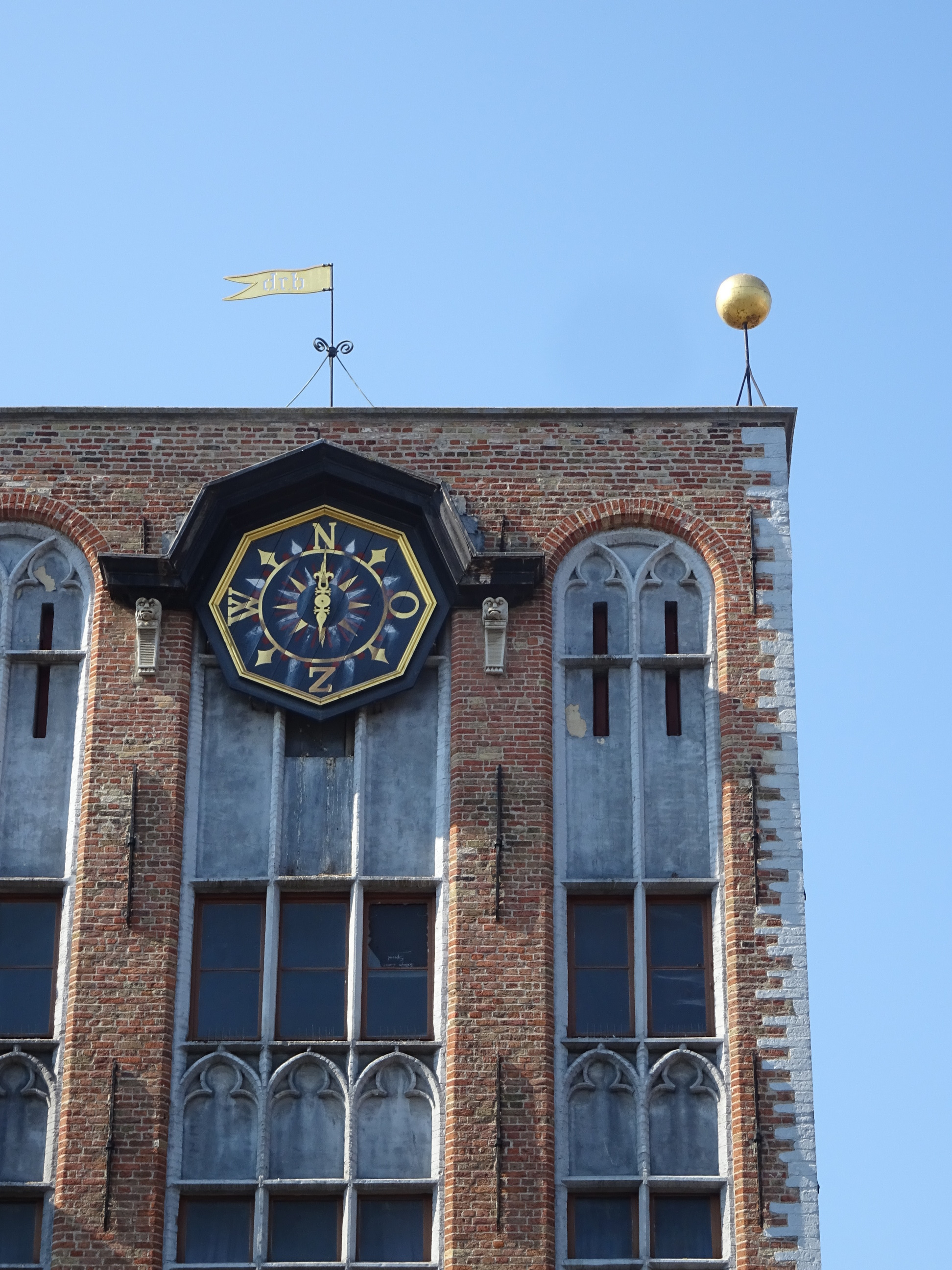
Anémoscope en haut de la Maison Bouchoute sur la Grand-Place de Bruges.

## Apparitions

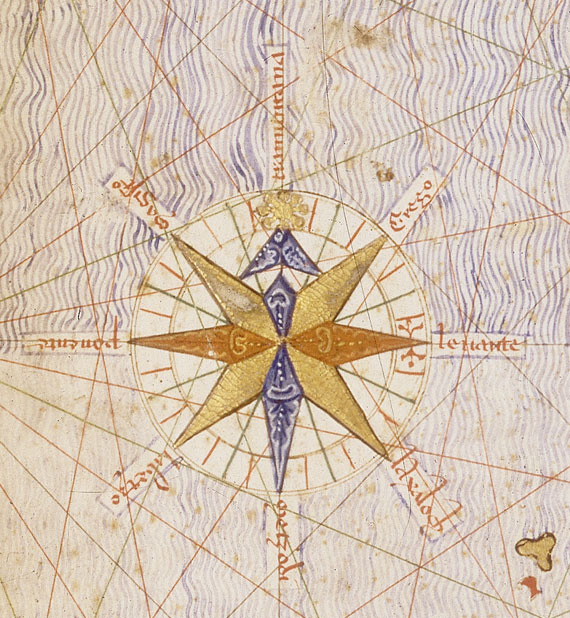
Rose des vents sur l'Atlas catalan par Abraham Cresques, 1375.
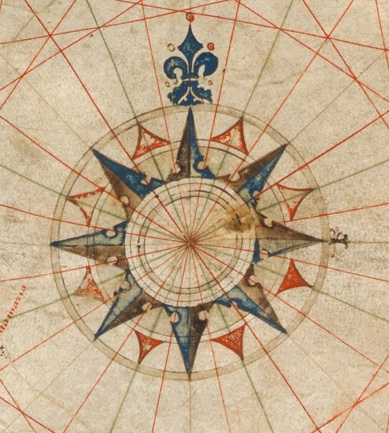
Rose des vents sur la carte de Pedro Reinel, 1504-1505.
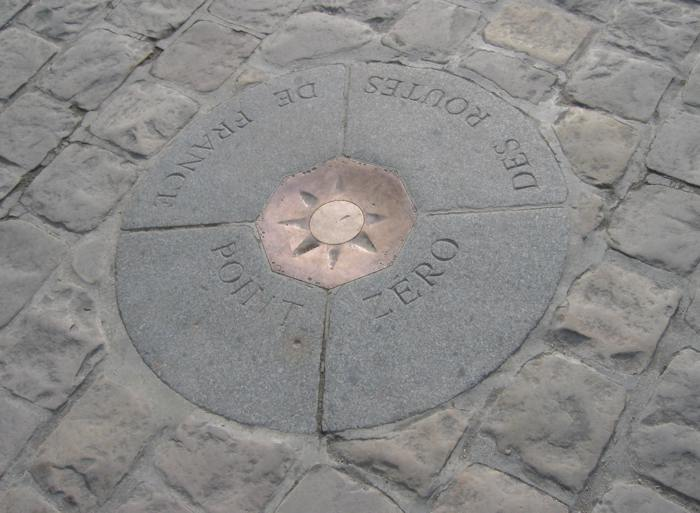
Rose des vents à 8 directions, sur le point zéro des routes de France.
Rose des vents à 16 directions, sur l'emblème de la CIA.